# Waterbok

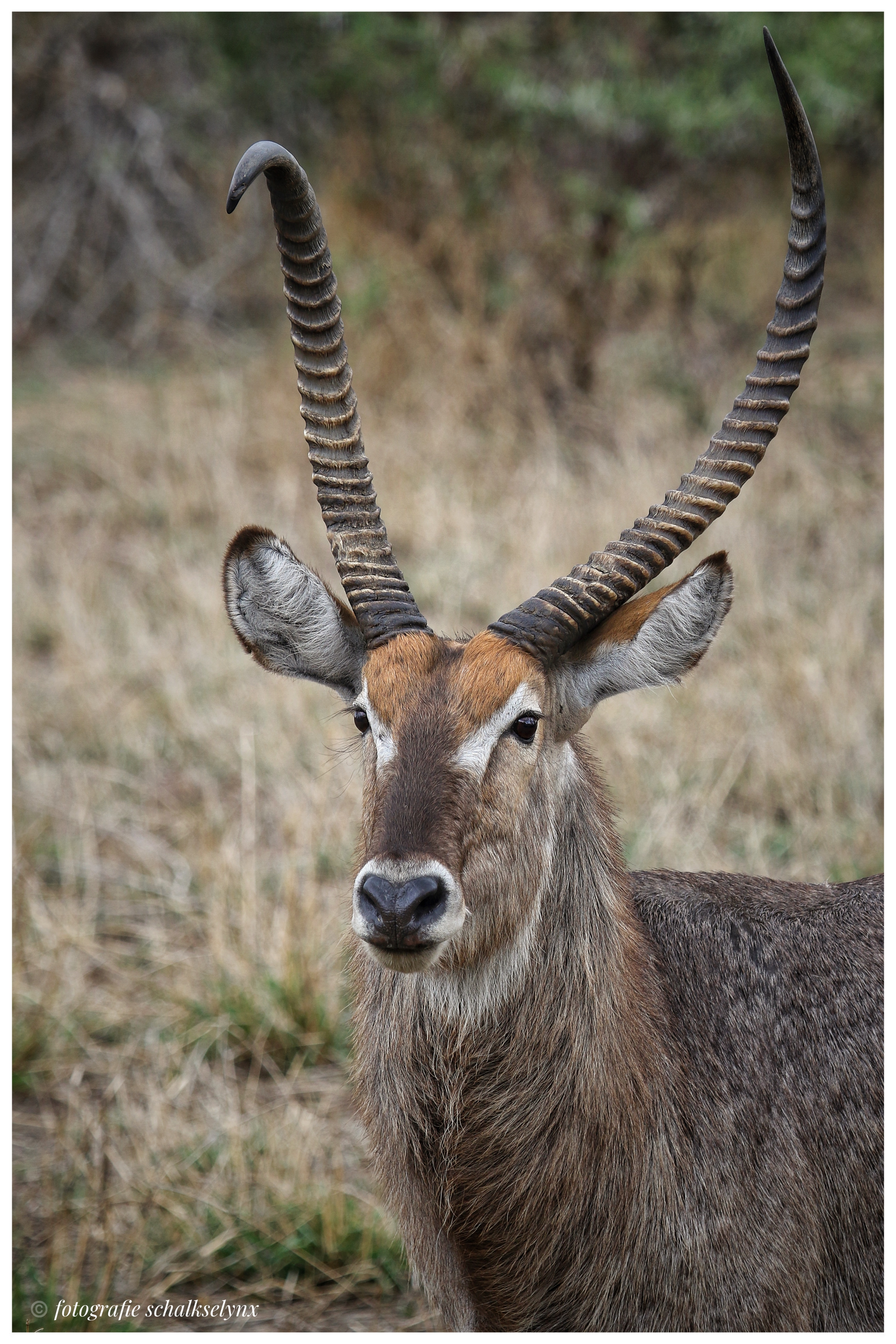

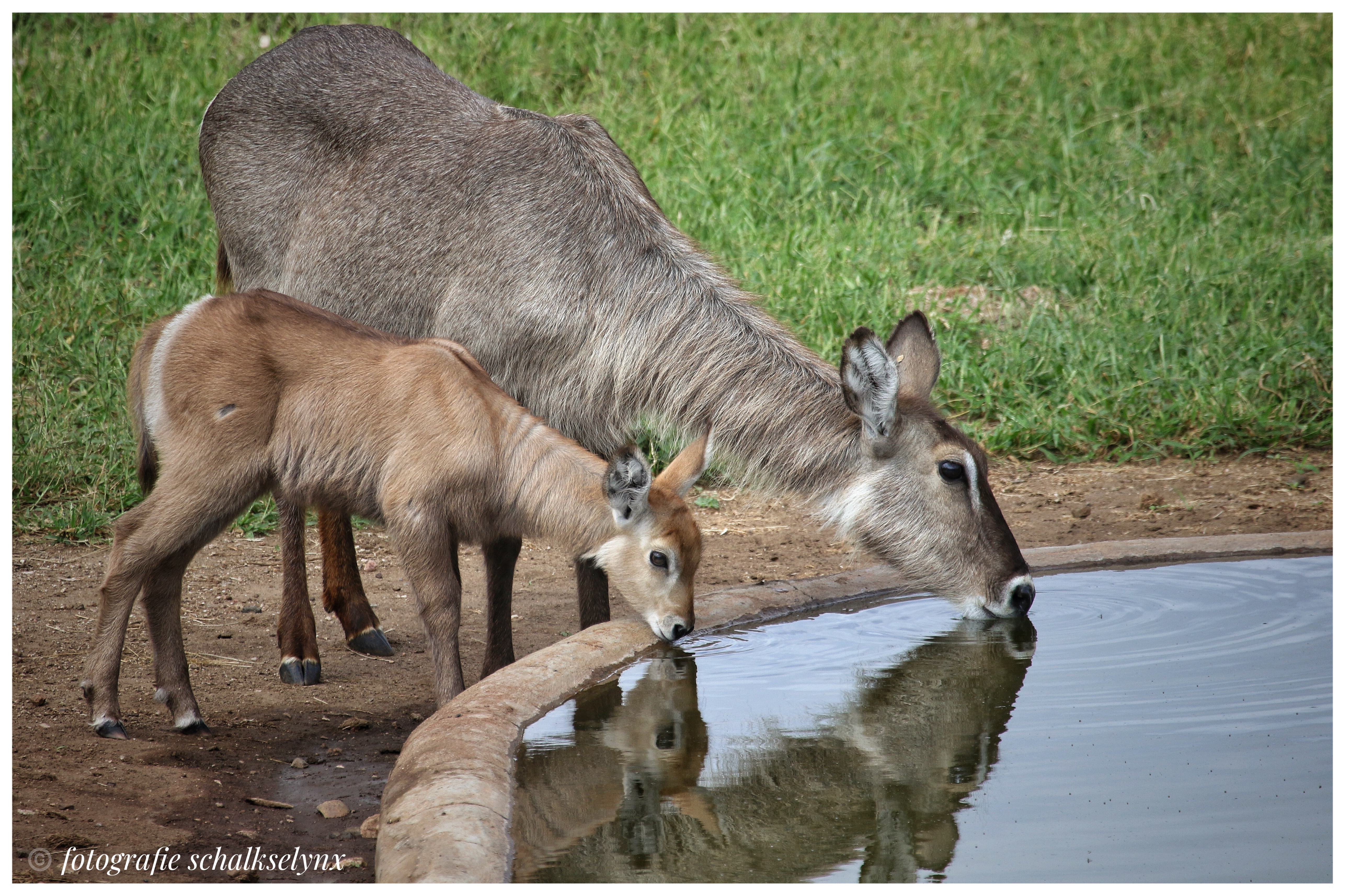
Vrouwelijke waterbok met jong aan de waterpoel in safari kamp Isambane (Balule natuurreservaat, Zuid-Afrika)

De waterbok (Kobus ellipsiprymnus) is een soort antilope die leeft in waterrijke gebieden in Afrika ten zuiden van de Sahara.

## Kenmerken
De waterbok is een grote antilopesoort met een lange, ruige vacht. Deze vacht is bruinig grijs tot roodbruin van kleur, met een donkerdere rug en onderpoten. Mannetjes zijn donkerder van kleur dan vrouwtjes. De oren zijn groot en wit, met zwarte punten. Een witte streep loopt van de wenkbrauw langs de snuit tot het oog. Rond de snuit en de lippen zit een witte vlek. Over de keel, haast van oor tot oor, loopt een witte kraag. Enkel het mannetje heeft hoorns. Deze zijn zwaar geringd en krommen lichtelijk achterwaarts, aan de top weer voorwaarts. De hoorns worden 50 tot 99 centimeter lang.
De waterbok heeft een kop-romplengte van 177 tot 235 centimeter , een staartlengte van 33 tot 40 centimeter en een schouderhoogte van 120 tot 136 centimeter. Het mannetje is zwaarder dan het vrouwtje. Het mannetje weegt 200 tot 300 kilogram, het vrouwtje 160 tot 200 kilogram.

## Leefgebied
De waterbok leeft in beboste gebieden, savannes en valleien, in de nabijheid van water. De waterbok dankt zijn naam aan het feit dat hij meestal vlak bij water te vinden is. Hij komt in bijna geheel Afrika ten zuiden van de Sahara voor. De soort heeft een voorkeur voor bosranden en bos/grasland-mozaïeken.

## Leefwijze
De waterbok is voornamelijk in de ochtend, laat in de middag en 's avonds actief. Hij leeft voornamelijk van grassen en kruiden, waaronder riet en bies, aangevuld met bladeren en vruchten van bomen en struiken. De soort drinkt minstens iedere dag.
Het is een kuddedier en leeft in kleine kuddes van 5 tot 12 dieren, bestaande uit een dominant mannetje en enkele vrouwtjes en jongen. Mannetjes zonder harem, meestal dieren die niet ouder zijn dan vier jaar, leven in vrijgezellengroepjes van tot wel veertig dieren. Soms leeft hij solitair, voornamelijk een door de groep verstoten dier. De waterbok is zeer trouw aan zijn woongebied, en sommige dieren blijven tot acht jaar in hetzelfde gebied. Mannetjes zijn territoriaal.

## Voortplanting
Na een draagtijd van meer dan acht maanden wordt één jong geboren, dat de eerste twee weken verborgen blijft. Na deze weken volgt het jong zijn moeder naar de kudde. Na zes maanden wordt het jong gespeend. Vrouwtjes zijn volgroeid na drie jaar. Er zijn gevallen bekend waarin een dier achttien jaar oud werd.
Bij gevaar vlucht een waterbok weg, meestal in lang gras of dicht struikgewas, maar het komt regelmatig voor dat het dier zich haast geheel in het water verbergt, waarbij enkel de neusgaten boven water steken. Hij lijkt daarbij niet bang te zijn voor krokodillen.
Vijanden van de waterbok zijn de hyena, de cheeta en de leeuw.

## Ondersoorten
Er zijn twee ondersoorten:
- Ellipswaterbok (Kobus ellipsiprymnus ellipsiprymnus) - Oost- en Zuidoost-Afrika
- Defassawaterbok (Kobus ellipsiprymnus defassa) - Noordoost-, Centraal- en West-Afrika.

Het belangrijkste verschil tussen de twee is de witte vlek op de achterzijde van het lichaam: de ellipswaterbok heeft een brede witte kring rond de staart, de defassawaterbok een witte vlek op de romp. Door deze vlek ziet het jong beter waar zijn moeder naartoe gaat.